# 시리아의 국기
시리아의 국기는 초록색, 하얀색, 검은색 가로 줄무늬 삼색기 가운데에 3개의 빨간색 별이 그려진 디자인이다.
이 기는 시리아가 프랑스 위임통치령으로 있던 1930년 5월 14일부터 1958년까지 시리아 공화국의 국기로 사용되었으며 1961년부터 1963년까지 시리아 아랍 공화국의 국기로 사용되었다. 그 뒤 시리아 내전이 한창이던 2012년부터 2024년 12월 7일까지 자유 시리아군을 포함한 시리아 반군 진영에서 바샤르 알아사드 대통령의 통치를 부정한다는 취지에서 자신들을 상징하는 기로 사용되었다. 2024년 12월 8일에 아사드 정권이 몰락한 이후에는 시리아 의회, 시리아 과도 정부, 시리아의 재외공관에서 시리아를 대표하는 기로 사용되고 있다. 이후 2015년 3월 13일에 정식으로 제정되었다.
1930년 제정 당시에 초록색은 라시둔 칼리파국을, 하얀색은 우마이야 칼리파국을, 검은색은 아바스 칼리파국을, 3개의 빨간색 별은 제정 당시에 시리아를 구성하고 있던 자치 지방인 알레포 지방, 다마스쿠스 지방, 데이르에조르 지방을 나타냈다. 제2차 세계 대전의 종전과 함께 시리아가 완전한 독립 국가가 되면서 검은색은 억압받던 어두운 과거를, 하얀색은 밝은 미래를, 빨간색은 독립을 위해 희생한 피를 나타내는 것으로 바뀌었다.
시리아가 이집트와 함께 아랍 연합 공화국에 속해 있던 1958년 4월부터 1961년까지는 빨간색, 하얀색, 검은색 가로 줄무늬 삼색기 가운데에 2개의 초록색 별이 그려진 기를 국기로 사용했다. 이 기는 1980년부터 2024년 12월 7일까지 다시 시리아의 국기로 사용되었다. 빨간색은 용기를, 하얀색은 순결과 밝은 미래를, 검은색은 지난 날의 억압을, 초록색은 예언자 무함마드를, 2개의 초록색 별은 아랍 연합 공화국을 이루고 있었던 이집트와 시리아를 나타냈다.

## 색상
| 색상 | 빨강                | 하양                  | 검정            | 초록               |
| ---- | ------------------- | --------------------- | --------------- | ------------------ |
| RGB  | 206–17–38 (#CE1126) | 255–255–255 (#FFFFFF) | 0–0–0 (#000000) | 0–122–61 (#007A3D) |

## 그 외의 기

시리아의 육군기
시리아의 해군기
시리아의 공군기
2024년부터 시리아 과도 정부가 시리아의 국기와 함께 사용하고 있는 샤하다기

## 이전의 국기

1920년 시리아 아랍왕국
1920년 시리아 아랍왕국의 왕실기
1920년-1922년 프랑스 위임통치령 시리아
알레포국 1920년-1924년
다마스쿠스국 1920년-1924년
알라위국 1920년-1936년
자발 드루즈국 1920년-1924년
대레바논 1920년-1943년
1922년-1932년 시리아 연방, 시리아국
1932년-1958년 시리아 공화국
1958년-1961년 아랍 연합 공화국
1961년-1963년 시리아 아랍 공화국
1963년-1971년 시리아 아랍 공화국
1972년-1980년 아랍 공화국 연방
1972년-1980년 시리아의 대통령기
1980년-2024년 시리아(바트주의 시리아)의 국기
2011년-2024년 시리아 반군의 기

## 같이 보기
- 시리아의 국장
- 범아랍색
- 이집트의 국기
- 이라크의 국기
- 요르단의 국기
- 쿠웨이트의 국기
- 팔레스타인의 국기
- 수단의 국기
- 아랍에미리트의 국기
- 예멘의 국기